# Fujin Lu
Fujin Lu (chiń. 富锦路站) – stacja początkowa metra w Szanghaju, na linii 1. Zlokalizowana jest przed stacją Youyi Xi Lu. Została otwarta 29 grudnia 2007.